# Le Diamant rose
Pour plus de détails, voir Fiche technique et Distribution.
Le Diamant rose (Pink Ice en anglais) est un cartoon réalisé par Friz Freleng et Hawley Pratt et sorti dans les salles de cinéma le 10 juin 1965, mettant en scène La Panthère rose.

## Résumé
En Afrique du Sud, La Panthère propriétaire d'une mine de diamants doit affronter les propriétaires voisins d'une autre mine de diamants concurrente. Les deux criminels depuis des jours volent La Panthère mais cette dernière, tout en flegme n'aura aucun mal à faire tomber les deux escrocs.

## Fiche
- Titre original : Pink Ice
- Titre français : Le Diamant rose
- Réalisation : Friz Freleng et Hawley Pratt
- Scénario : John W. Dunn
- Thème musical : Henry Mancini
- Musique : William Lava
- Animation : Warren Batchelder, Bob Matz, Norm McCabe, Laverne Harding, Don Williams et Manny Perez
- Peintre décorateur : Dick Ung
- Décors : Tom O'Loughlin
- Montage : Lee Gunther
- Producteur superviseur : Bill Orcutt
- Voix : Rich Little
- Producteurs : David H. DePatie et Friz Freleng
- Production : Mirisch-Geoffrey-DePatie Freleng Production
- Distribution : United Artists (1965) (cinéma) (USA)
- Durée : 7 minutes
- Format : 1,37 :1
- Son : mono
- Couleurs, 35 mm (De Luxe)
- Langue : anglais
- Pays : États-Unis
- Sortie : 10 juin 1965

## Particularité du cartoon
A la différence des autres aventures de La Panthère rose, nous avons ici l'occasion de la voir parler en anglais ainsi que deux autres personnages.
Un doublage français a été fait pour la télévision et a été diffusé sur France France 3 et Boomerang.

## Sortie vidéo
- Le cartoon est disponible dans le premier disque de la collection DVD La Panthère rose: Les cartoons uniquement en version originale sous-titrée en français.